# Umeda Sky Building
Umeda Sky Building (jap. 梅田スカイビル Umeda Sukai Biru) – wieżowiec w Osace, w Japonii, oddany do użytku w marcu 1993 roku.
Jego wysokość wynosi 173 m (40 kondygnacji). Budynek składa się z dwóch wież połączonych ze sobą tarasem widokowym „Floating Garden Observatory” na 39. piętrze. Obserwatorium oferuje wspaniały widok na miasto poprzez okna i z tarasu na świeżym powietrzu. 
Większość pięter zajmują biura. W podziemiach budynku znajduje się uliczka licznych restauracji, zaaranżowanych w stylu miasta z wczesnego okresu Shōwa (lata 20. i 30. XX wieku).
Twórcą projektu jest japoński architekt Hiroshi Hara.

## Galeria

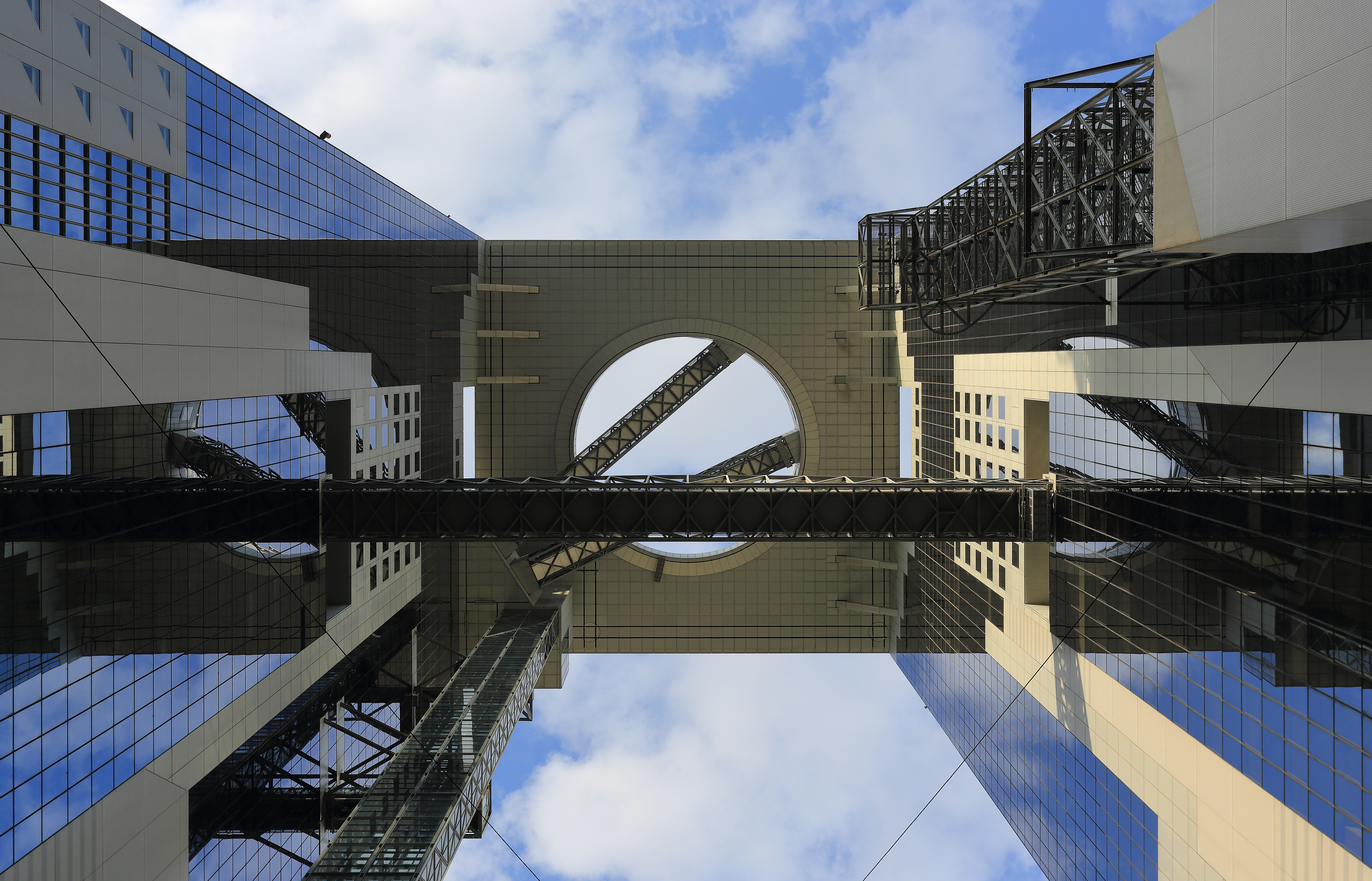
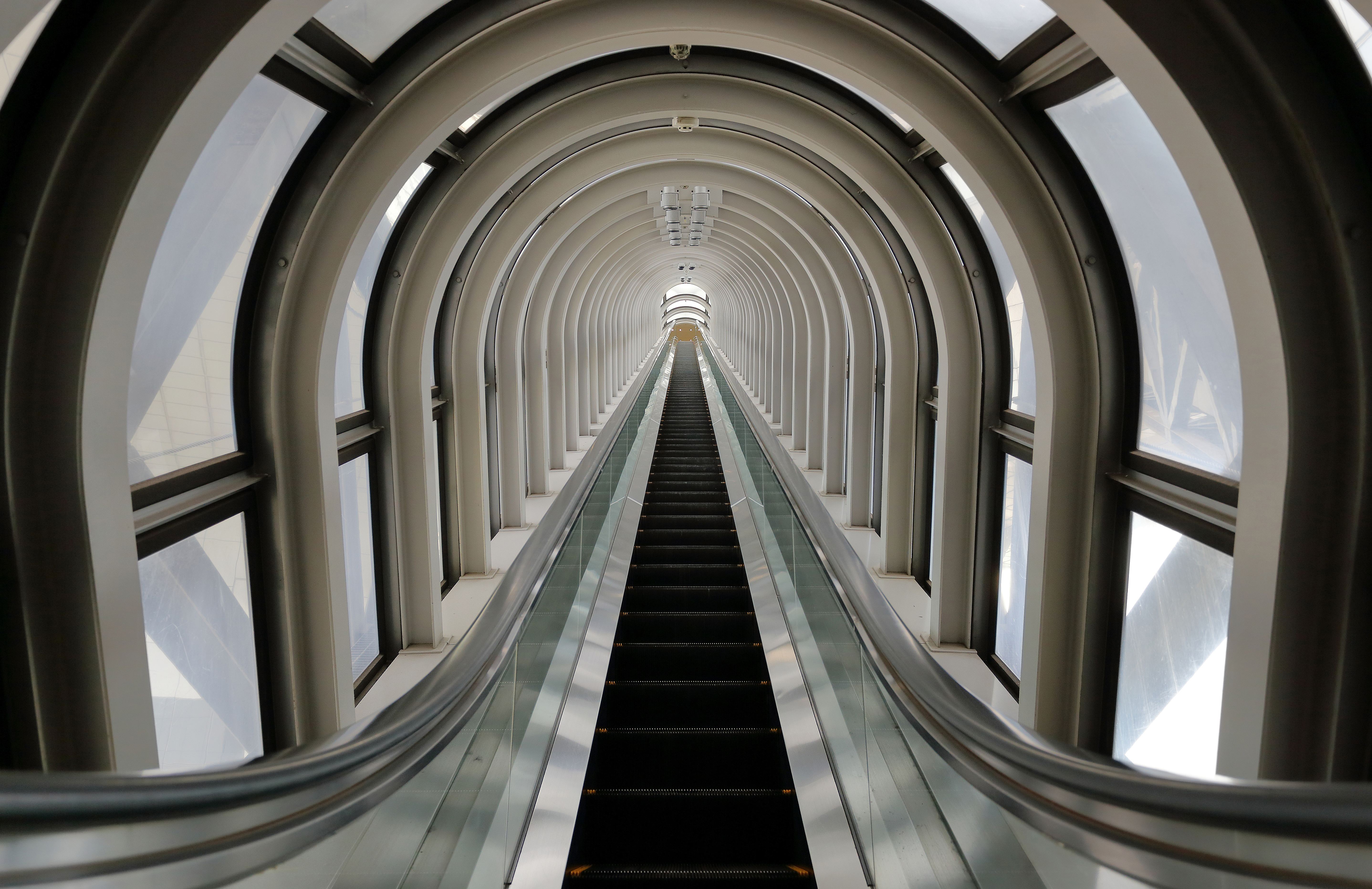
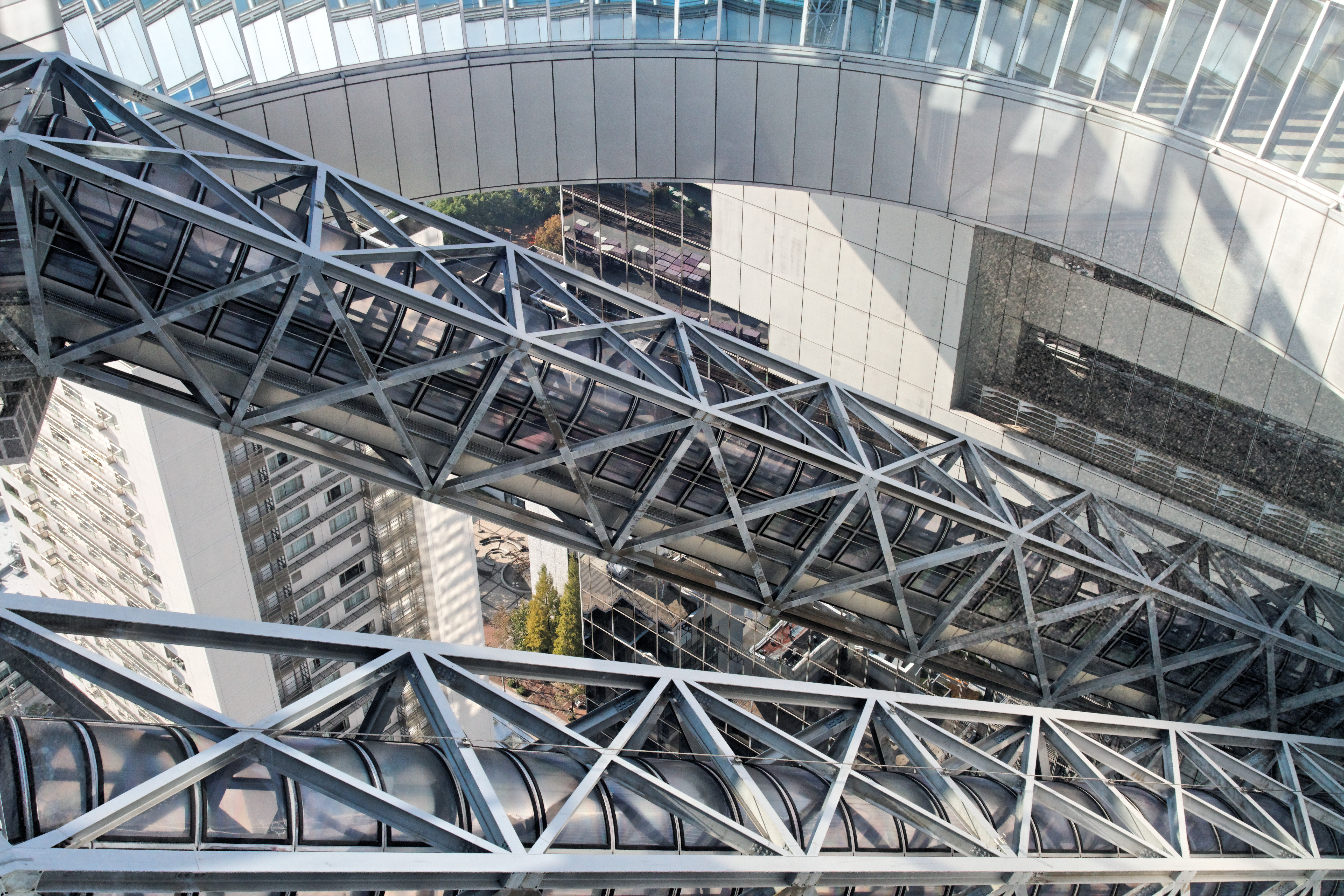